# Antagonista de l'aldosterona
Un antagonista dels receptors de mineralocorticoides o antagonista de l'aldosterona, és un fàrmac diürètic que antagonitza l'acció de l'aldosterona als receptors mineralocorticoidals. Aquest grup de fàrmacs s'utilitza sovint com a teràpia complementària, en combinació amb altres fàrmacs, per al tractament de la insuficiència cardíaca crònica. L'espironolactona, el primer membre de la classe, també s'utilitza en el tractament de l'hiperaldosteronisme (inclosa la síndrome de Conn) i l'hirsutisme femení (a causa d'accions antiandrògenes addicionals). La majoria dels antimineralocorticoides, inclosa l'espironolactona, són espirolactones esteroidals. La finerenona és un antimineralocorticoide no esteroidal.

## Exemples
- Espironolactona
- Eplerenona